# Vuurzwamveervleugelkever
De vuurzwamveervleugelkever (Baranowskiella ehnstromi) is een kever uit de veervleugelkevers. Het is de kleinste en de enige bekende veervleugelkever in Europa. 

## Voorkomen
De kever werd pas in 1997 beschreven. Hij heeft een maximale lengte van 0,5 mm en breedte van 0,16 mm. 

## Levenwijze
De vuurzwamveervleugelkever leeft vooral in de poriën van de bruinzwarte vuurzwam (Phellinus conchatus) die groeit op dode en levende wilgen en populieren. 

## Voorkomen
Hij werd sinds 1997 in verschillende landen aangetroffen waaronder Duitsland, België (provincie Luxemburg in 2014 en in 2020 in Vlaanderen in het Egenhovenbos te Heverlee) en Nederland (2019).
Men weet niet of hij een exoot is of hier van nature voorkwam. 